# Augustin André Gasselin de Fresnay
Pour les articles homonymes, voir Fresnay.
Augustin André Gasselin de Fresnay est un homme politique français né le 6 septembre 1802 (19 fructidor de l'an X) à La Suze (Sarthe) et décédé le 3 janvier 1889 à Fresnay (Sarthe).

## Biographie
Notaire, il est maire de Cérans-Foulletourte puis maire de Fresnay après la Révolution de 1848. Il est élu député de la Sarthe de 1848 à 1851, comme républicain conservateur, votant avec les monarchistes, mais sans se rallier au président. Il est réélu député de 1871 à 1876, et siège au centre droit.

## Sources
- « Augustin André Gasselin de Fresnay », dans Adolphe Robert et Gaston Cougny, Dictionnaire des parlementaires français, Edgar Bourloton, 1889-1891 [détail de l’édition]